# Grande-Grève
Pour les articles homonymes, voir Grève (homonymie).
Grande-Grève  est une communauté acadienne sur la route 247 dans le comté de Richmond au Cap-Breton.